# Chiếc nón kỳ diệu
Chiếc nón kỳ diệu là một chương trình trò chơi truyền hình do Đài Truyền hình Việt Nam sản xuất, và là phiên bản Việt Nam của trò chơi truyền hình Wheel of Fortune có nguồn gốc từ Hoa Kỳ. Chương trình được phát sóng vào các ngày thứ bảy hàng tuần trên kênh VTV3 từ ngày 12 tháng 5 năm 2001 đến ngày 24 tháng 12 năm 2016, với tổng cộng 811 tập đã được lên sóng.
Người chơi tham gia chương trình sẽ tiến hành giải đáp các ô chữ để ghi điểm và có cơ hội giành được các giải thưởng bằng tiền mặt và hiện vật.

## Luật chơi

### Định dạng chung
Ba người chơi lần lượt quay một bàn xoay có dạng hình chóp nón hoặc hình tròn phẳng (gọi là chiếc nón) để giành quyền đoán chữ cái trong một cụm từ cho trước. Bàn xoay được chia làm nhiều ô, trong đó có các ô điểm với các giá trị khác nhau và các ô đặc biệt; sau mỗi lần quay và gọi ra đúng một chữ cái có trong ô chữ, người chơi ghi được số điểm bằng số lần chữ cái đó xuất hiện trong ô chữ nhân với số điểm đã quay vào (trước năm 2004, đoán đúng chữ cái sẽ được điểm tương ứng). Nếu đoán sai chữ cái, đoán một chữ cái đã xuất hiện trong ô chữ hoặc không đoán được chữ cái sau 5 giây thì mất lượt và bị tính là 1 lỗi. Nếu bị tính 3 lỗi liên tục, người chơi sẽ bị loại khỏi vòng chơi và mất hết số điểm của vòng đó. Các lỗi sẽ được xóa và đặt lại từ đầu nếu đoán đúng chữ cái ở lượt quay kế tiếp.
Người chơi sau khi đoán đúng chữ cái có quyền quay tiếp hoặc giải luôn ô chữ (nếu tất cả các chữ cái đã được mở thì phải giải ô chữ). Nếu giải đúng ô chữ, vòng thi kết thúc và người chơi được giữ toàn bộ số điểm ghi được ở vòng thi đó, ngược lại người chơi sẽ bị loại. Khi cả ba người chơi đều đã bị loại, một khán giả bất kỳ tại trường quay sẽ được người dẫn chương trình lựa chọn để giải ô chữ. Một phần quà sẽ được dành cho khán giả đó nếu đưa ra đáp án chính xác; trong trường hợp khán giả trả lời sai hoặc không có câu trả lời, MC sẽ mời người mẫu lật mở ô chữ.
Đặc biệt, trong trường hợp một người chơi giải được ô chữ khi chưa ghi được điểm nào, người đó sẽ nhận được một số điểm nhất định từ chương trình: 200 điểm (12 tháng 5 năm 2001 – 31 tháng 12 năm 2011), 300 điểm (7 tháng 1 năm 2012 – 2 tháng 2 năm 2013) hoặc 500 điểm (9 tháng 2 năm 2013 – 24 tháng 12 năm 2016).
Kết thúc ba vòng chơi chính, điểm số của người chơi được quy đổi thành phần thưởng bằng tiền mặt (mỗi điểm tương ứng 1.000 đồng) cùng với các phần quà hiện vật kèm theo được trao cho ba người chơi. Người ghi được nhiều điểm nhất sau cả ba vòng (hoặc người đoán đúng ô chữ phụ trong trường hợp có hai hoặc ba người chơi cùng có số điểm cao nhất) sẽ lọt vào vòng đặc biệt, trong đó họ sẽ được đoán trước một số lượng chữ cái nhất định tùy theo số lượng chữ cái có trong ô chữ, sau đó suy nghĩ và đưa ra câu trả lời trong thời gian giới hạn. Trả lời đúng ô chữ của vòng đặc biệt, người chơi sẽ giành được một trong các phần thưởng bằng hiện vật (về sau là tiền mặt) mà họ lựa chọn. Những người chơi sau khi tham gia chương trình được khuyến khích sử dụng một phần hoặc toàn bộ số tiền của mình cho mục đích từ thiện.
Ngoài ra, ngay sau các vòng thi chính còn có một vòng chơi dành cho khán giả tại trường quay, khán giả trả lới đúng ô chữ được cho sẵn sẽ nhận một phần quà từ chương trình.
Thông thường, mỗi chương trình Chiếc nón kỳ diệu diễn ra với sự xuất hiện của ba người chơi chính, ngoại trừ một số trường hợp cho phép các cặp người chơi cùng được tham dự.

### Các phiên bản

#### Phiên bản đầu tiên (2001–2007)
Trong phiên bản đầu tiên, có tất cả ba vòng chơi chính; người chơi đứng cạnh người dẫn chương trình sẽ quay đầu tiên trong vòng 1. Người có số điểm cao nhất sau cả ba vòng thi được quyền quyết định có tham gia vào vòng đặc biệt hay không. Nếu không, quyền quyết định thuộc về người cao điểm tiếp theo, và cứ như vậy cho đến người cuối cùng. Trong trường hợp cả ba người chơi đều không tham dự vòng đặc biệt thì chương trình sẽ kết thúc ngay lập tức.
Tại vòng đặc biệt, người chơi trước tiên sẽ được quay nón để xác định một trong bốn phần thưởng hiện vật mà họ có cơ hội giành được (phần thưởng được tính theo chiều bên trái kim). Người chơi có thời gian 30 giây để suy nghĩ, và sau đó đưa ra một đáp án duy nhất. Nếu đoán đúng ô chữ, người chơi sẽ giành được giải thưởng đã quay được trước đó, nếu không thì người chơi sẽ ra về với một nửa điểm số có được trước đó.
Từ ngày 31 tháng 5 năm 2003, người có số điểm cao nhất mặc định được vào thẳng vòng đặc biệt, tuy nhiên họ vẫn sẽ được giữ toàn bộ số điểm của mình ngay cả khi không giải được ô chữ. Người chiến thắng vòng đặc biệt sẽ tham gia phần bốc thăm để chọn một trong những hiện vật được trưng bày trên sân khấu làm phần thưởng của mình.
Từ ngày 29 tháng 5 năm 2004, người chơi sẽ có 30 giây suy nghĩ, sau đó có thêm 30 giây để trả lời và có thể thay đổi đáp án liên tục; người chơi sẽ giành chiến thắng ngay khi đáp án đúng được họ đưa ra trong thời gian.

#### Phiên bản 2007 (2007–2009)
Từ ngày 17 tháng 2 năm 2007, Chiếc nón kỳ diệu chuyển sang phiên bản mới dựa theo chương trình Wheel 2000 (phiên bản Chiếc nón kỳ diệu Hoa Kỳ dành cho trẻ em). Cấu trúc vẫn bao gồm ba vòng chính và một vòng đặc biệt, tuy nhiên người chơi có quyền lựa chọn một trong ba chủ đề được đưa ra ở mỗi vòng thi chính. Người chơi đứng cạnh MC sẽ chọn chủ đề cho vòng 1, và lần lượt từng người sẽ được lựa chọn chủ đề ở các vòng tiếp theo. Các trò chơi phụ cũng được bổ sung trong phiên bản này.
Tại vòng đặc biệt, người chơi sẽ chọn phần thưởng từ các phong bì chứa các giải thưởng 10 triệu, 15 triệu, 20 triệu, 30 triệu hoặc 40 triệu đồng (trước ngày 5 tháng 1 năm 2008 là các sản phẩm điện máy). Người chơi có 10 giây suy nghĩ và 10 giây tiếp theo để đưa ra các đáp án cho ô chữ. Chương trình sẽ kiểm tra tất cả các đáp án mà người chơi đưa ra, nếu một trong các đáp án này là đúng thì người chơi thắng cuộc.

#### Phiên bản 2009 (2009–2011)
Từ ngày 23 tháng 5 năm 2009, Chiếc nón kỳ diệu ra mắt một phiên bản mới với những thay đổi từ phiên bản hiện hành cùng thời điểm tại Hoa Kỳ. Điểm khác biệt ở phiên bản này là hai vòng đoán nhanh được thêm vào đầu chương trình, trong đó các chữ cái sẽ xuất hiện liên tục trên ô chữ. Người chơi bấm chuông để giành quyền trả lời (không giới hạn số lượt bấm), nếu đúng sẽ nhận được một số điểm tích luỹ và đặc quyền như sau:
| Vòng đoán nhanh | Số điểm                                   | Số điểm                                    | Đặc quyền                                  |
| Vòng đoán nhanh | 23 tháng 5 năm 2009 – 20 tháng 2 năm 2010 | 27 tháng 2 năm 2010 – 31 tháng 12 năm 2011 | Đặc quyền                                  |
| --------------- | ----------------------------------------- | ------------------------------------------ | ------------------------------------------ |
| 1               | 200 điểm                                  | 300 điểm                                   | Được quyền tự giới thiệu về bản thân trước |
| 2               | 200 điểm                                  | 300 điểm                                   | Được quyền quay đầu tiên ở vòng 1          |

Luật thi ở vòng đặc biệt được giữ nguyên từ phiên bản 2007, chỉ khác người chơi sẽ quay một chiếc nón phụ để xác định mức tiền thưởng mà họ có thể giành được nếu đoán đúng ô chữ.

#### Phiên bản 2012 (2012–2016)
Từ ngày 7 tháng 1 năm 2012, Chiếc nón kỳ diệu ra mắt một phiên bản mới với sự thay đổi lớn về cấu trúc chương trình. Theo đó, chín người chơi tham gia mỗi chương trình được chia vào ba vòng loại, với ba người chơi ở mỗi vòng. MC sẽ giới thiệu nhanh từng người chơi một, và người đứng cạnh MC sẽ có quyền quay đầu tiên ở đầu mỗi vòng thi. Những người chơi chiến thắng trong vòng loại sẽ lọt vào vòng chung kết để xác định người duy nhất được tham gia vòng đặc biệt (tuy nhiên, nếu chỉ có một người chơi giành chiến thắng tại vòng loại, người đó sẽ được vào thẳng vòng đặc biệt). Trò chơi sẽ kết thúc sớm trong trường hợp không có ai chiến thắng ở vòng loại hoặc vòng chung kết. Vào cuối chương trình, người chơi sẽ nhận được số tiền bằng tổng số điểm đạt được tại vòng loại và vòng chung kết nhân với 1.000 đồng.
Phần thi dành cho khán giả diễn ra sau khi kết thúc ba vòng loại. Vòng đặc biệt không thay đổi về luật chơi, ngoại trừ việc người chơi có 30 giây suy nghĩ và 10 giây trả lời, nếu đúng sẽ được phần thưởng mà người chơi đã quay trước trong bốn mức tiền thưởng gồm: 5 triệu, 10 triệu, 20 triệu và 30 triệu đồng.
Định dạng trên được áp dụng cho đến khi chương trình quay trở lại với cấu trúc truyền thống của phiên bản 2009 vào ngày 5 tháng 5 năm 2012, cùng với sự xuất hiện của ô Bí mật ở vòng 2 và trò chơi phụ "Đổi hay không đổi" ở vòng 3. Số điểm cho hai vòng đoán nhanh được tăng lên 500 và 1000 điểm, với các quyền lợi đi kèm được giữ nguyên. Luật của vòng đặc biệt không thay đổi, tuy nhiên người chơi có quyền đoán ô chữ trước khi quay nón để tìm ra mức tiền thưởng mà họ giành được nếu đoán đúng ô chữ. Nếu chọn giải ô chữ trước mà không giải được ô chữ, người chơi sẽ không được quyền quay nón.

## Các ô chính trên chiếc nón

### Ô điểm
Khi chương trình bắt đầu vào năm 2001, cơ cấu ban đầu của chiếc nón bao gồm 17 ô chứa các giá trị điểm, trong đó có 1 ô 100 điểm, 5 ô 300 điểm, 2 ô 400 điểm, 2 ô 500 điểm, 3 ô 600 điểm, 1 ô 700 điểm, 2 ô 800 điểm và 1 ô 900 điểm. Khi quay vào các ô này và đoán đúng một chữ cái, người chơi sẽ nhận được số điểm tương ứng mà kim đã chỉ vào; từ ngày 22 tháng 5 năm 2004, số điểm sẽ được nhân với số chữ cái đoán đúng có trong ô chữ nếu chữ cái đó xuất hiện nhiều hơn một lần (ví dụ, nếu người chơi quay chiếc nón vào ô 800 điểm và đoán đúng được bốn chữ cái C trong ô chữ, họ sẽ ghi được 3200 điểm).
Ô 200 điểm được thêm vào chương trình từ phiên bản 2007. Năm 2012, các ô 1000 điểm và 2000 điểm được bổ sung, đồng thời cơ cấu điểm được phân chia lại với 18 ô gồm: 1 ô 100 điểm, 2 ô 200 điểm, 3 ô 300 điểm, 2 ô 400 điểm, 1 ô 500 điểm, 1 ô 600 điểm, 2 ô 700 điểm, 1 ô 800 điểm, 2 ô 900 điểm, 2 ô 1000 điểm và 1 ô 2000 điểm.

### Ô đặc biệt
Ngoài các ô mang giá trị điểm, trên chiếc nón còn có một số ô với các chức năng đặc biệt. Khi quay vào các ô này và đoán đúng chữ cái, người chơi sẽ được điểm tương ứng bất kể số chữ cái xuất hiện.

#### Các ô đặc biệt thường xuyên
- Ô Thêm lượt: Người chơi sẽ được nhận thêm một lượt quay nếu đoán đúng một chữ cái. Lượt quay thêm này chỉ có giá trị trong vòng chơi, và chỉ được sử dụng trong trường hợp đoán sai ô chữ. Ở phiên bản 2012, nếu đã có hai người chơi bị loại thì người còn lại khi quay vào ô này sẽ không có tác dụng, tuy nhiên người chơi vẫn phải đoán đúng chữ cái để tránh bị tính 1 lỗi. Trong phiên bản 2007, ô Thêm lượt đã được loại bỏ và được thay thế bằng ô Gấp đôi 500 điểm; người chơi sẽ được 500 điểm nhân với số chữ cái đoán đúng và được cộng thêm 500 điểm nữa nếu trả lời đúng một câu hỏi phụ mà chương trình đưa ra.
- Ô Mất lượt: Người chơi sẽ bị mất lượt chơi và lượt quay được chuyển sang người kế tiếp (nếu trước đó đã đoán đúng chữ cái khi quay vào ô Thêm lượt thì vẫn được quay tiếp). Nếu hai người chơi trước đã bị loại và người còn lại quay vào ô này, người chơi sẽ không bị ảnh hưởng gì và vẫn có thể quay tiếp.
- Ô Mất điểm: Người chơi sẽ mất toàn bộ số điểm hiện có và mất lượt chơi. Nếu trước đó người chơi đoán đúng chữ cái khi quay vào ô Thêm lượt thì bị mất điểm nhưng vẫn được quay tiếp. Trong trường hợp quay vào ô này khi không có điểm, người chơi vẫn bị mất lượt và phải chuyển lượt quay cho người kế tiếp.[b] Nếu hai người chơi trước đã bị loại và người còn lại quay vào ô này, họ sẽ mất hết số điểm hiện có và được quay tiếp.
- Ô Gấp đôi (ô Nhân đôi ở phiên bản 2012): Số điểm hiện có sẽ được nhân đôi nếu người chơi đoán đúng chữ cái. Trong trường hợp người chơi quay vào ô này khi chưa có điểm, quyền nhân đôi không có tác dụng, tuy nhiên họ vẫn phải đoán đúng chữ cái để tránh bị tính 1 lỗi.
- Ô Chia đôi: Người chơi mất đi một nửa số điểm hiện có nhưng vẫn được đoán chữ cái. Nếu đoán đúng, người chơi được quay tiếp nhưng không được cộng thêm điểm, ngược lại họ vẫn sẽ bị mất lượt quay và bị tính 1 lỗi như bình thường. Trong trường hợp quay vào ô này khi chưa có điểm, quyền chia đôi không có tác dụng.
- Ô May mắn: Người chơi được quyền chọn ngẫu nhiên một trong số các ô chưa được lật. Ví dụ, với ô chữ C H _ _ C N _ N _ Y D I _ U, người chơi chọn ô thứ 9 từ trái sang phải sẽ được C H _ _ C N _ N K Y D I _ U. Số điểm của người chơi sẽ không thay đổi.

#### Ô Phần thưởng
Trong phiên bản đầu tiên, người chơi quay vào ô Phần thưởng sẽ được chọn một trong hai chiếc hộp mà họ nghĩ là có phần thưởng (một hộp chứa phần thưởng có giá trị và một hộp không có gì). Ô này sẽ tồn tại cho đến khi có người chọn đúng hộp có phần thưởng, và chỉ có một phần thưởng duy nhất trong toàn bộ chương trình; tuy nhiên trong một số chương trình đặc biệt, ô Phần thưởng sẽ tồn tại trong suốt cả ba vòng thi, phần thưởng đã chọn sẽ được thay đổi để ba người chơi có thể lựa chọn.
Từ đầu năm 2003, ô Phần thưởng xuất hiện trong cả ba vòng và chỉ tồn tại đến khi có người quay vào ô đó ở bất kỳ vòng nào. Sẽ có bảy phần thưởng ngẫu nhiên, tương ứng với bảy lá thăm cho người chơi lựa chọn (sau đó giảm xuống còn năm từ ngày 22 tháng 5 năm 2004). Từ ngày 27 tháng 5 năm 2006, ô Phần thưởng tồn tại trong suốt cả ba vòng cho đến khi các phần thưởng đã được lấy hết.
Trong các phiên bản 2007 và 2009, ô Phần thưởng sẽ tồn tại cho đến khi có người quay vào ô đó (trừ các số đặc biệt); sẽ có ba phần thưởng ngẫu nhiên, tương ứng với ba lá thăm để người chơi lựa chọn. Ở phiên bản 2012, ô này sẽ xuất hiện trong suốt vóng 1 (trước tháng 5 năm 2012, ô này tồn tại ở vòng loại 1 cho đến khi có người quay vào ô đó).

#### Ô Bí mật
Ô Bí mật được thêm vào chương trình kể từ ngày 5 tháng 5 năm 2012, và xuất hiện trong suốt vòng 2. Ô này sẽ được đặt lên hai trong số các ô bất kỳ trên chiếc nón (thường là ô 100 điểm và 200 điểm, ngoại trừ các ô đặc biệt) trước giờ ghi hình; trong giai đoạn từ 17 tháng 5 năm 2014 đến ngày 27 tháng 2 năm 2016, người dẫn chương trình sẽ trực tiếp đặt các ô Bí mật lên chiếc nón trước sự chứng kiến của ba người chơi và khán giả.
Khi quay vào ô này và đoán đúng một chữ cái, người chơi sẽ chỉ biết được số lượng chữ cái đó trong ô chữ gốc sau khi quyết định có lật mở ô Bí mật hay không. Nếu không mở ô Bí mật, mỗi chữ cái mà người chơi đoán đúng được tính 1000 điểm. Trong một số trường hợp, người dẫn chương trình có thể cho phép người chơi đổi một ô Bí mật đã chọn để lấy ô Bí mật còn lại. Có hai trường hợp có thể xảy ra:
- Nếu ô Bí mật mà người chơi chọn là ô Mất điểm, người chơi sẽ bị mất toàn bộ số điểm hiện có và mất lượt chơi; nếu trước đó đã quay vào ô Thêm lượt thì bị mất toàn bộ số điểm nhưng vẫn được quay tiếp.
- Nếu ô Bí mật là 3.000.000 đồng, người chơi sẽ ngay lập tức nhận được số tiền tương ứng và được quay tiếp (số tiền này là cố định và được đảm bảo cho người chơi ngay cả khi quay vào ô Mất điểm hoặc ô Chia đôi ở những lượt quay tiếp theo).[20]

Trong trường hợp chỉ còn một chữ cái, nếu người chơi quay vào ô Bí mật, đoán đúng chữ cái đó và quyết định mở ô Bí mật, sẽ xảy ra hai tình huống:
1. Ô Mất điểm, người chơi sẽ mất toàn bộ số điểm và chỉ được đọc ô chữ sau khi hai người chơi còn lại đã đoán sai ô chữ đó hoặc bị tính 3 lỗi liên tục; đoán đúng thì được cộng điểm theo thể thức chung, còn không thì khán giả sẽ đoán ô chữ. Nếu trước đó đã quay vào ô Thêm lượt thì người chơi bị mất toàn bộ số điểm nhưng vẫn được đọc ô chữ.
2. Ô 3.000.000 đồng, người chơi sẽ nhận được 3.000.000 đồng (số tiền này được đảm bảo ngay cả khi người chơi đoán sai ô chữ ở vòng 2 và được nhận cùng tất cả số tiền quy đổi từ điểm số sau ba vòng) và được đọc ô chữ. Nếu người chơi không mở ô Bí mật, người chơi được cộng thêm 1000 điểm và được đọc ô chữ; tuy nhiên ô Bí mật sẽ không tồn tại nữa do tất cả các ô chữ đều đã được mở.

Sau khi các ô Bí mật được lật mở, chúng sẽ được lấy ra khỏi chiếc nón và không còn tồn tại ở vòng thi thứ hai.

## Các trò chơi phụ

### Đổi hay không đổi
Trò chơi này xuất hiện trong suốt vòng 3 và được thêm vào chương trình kể từ ngày 5 tháng 5 năm 2012. Theo đó, sau khi đoán đúng chữ cái hoặc quay vào ô May mắn ở lượt quay đầu tiên, người chơi sẽ được đề nghị tham gia vào trò chơi để lấy phần quà hoặc quay tiếp (nếu đoán sai chữ cái hoặc quay vào ô Mất điểm hay Mất lượt, họ sẽ không thể tham gia phần chơi này). Trong trường hợp người chơi chọn không tham gia trò chơi thì phải tiếp tục quay và lật mở ô chữ cho đến ô cuối cùng (họ không được phép đoán ô chữ ở vòng này khi chưa mở hết chữ cái) hoặc bị loại khỏi vòng thi.
Sau khi quyết định tham gia, người chơi sẽ được chọn một trong số bốn phần quà trên bàn, với hai phần quà là tiền mặt có tổng giá trị lên đến 10 triệu đồng và hai phần quà là lưu vật kỷ niệm của chương trình. Các phần quà mà người chơi đã chọn sẽ được mang về cùng với số tiền được quy đổi từ tổng điểm sau ba vòng, tuy nhiên phần thưởng tiền mặt ở trò chơi này sẽ không được tính vào kết quả chung cuộc. Nếu cả ba người chơi đều quyết định đổi lấy các phần quà thì khán giả tại trường quay sẽ được quyền đoán ô chữ.

### Xúc xắc 1000 điểm
Trò chơi này xuất hiện trong phiên bản 2007 của Chiếc nón kỳ diệu, và được thêm vào chương trình từ đầu cho đến khi được thay thế bởi trò chơi "Đường trượt 1000 điểm" vào ngày 21 tháng 7 năm 2007. Người chơi sẽ lắc một chiếc hộp (theo chiều ngang) chứa hai viên xúc xắc, sau đó mở nắp và đổ xúc xắc ra bàn. Nếu hai viên xúc xắc có cùng số, một chữ cái sẽ dừng lại từ bộ phận máy tính; nếu không người chơi phải cất xúc xắc vào hộp và lắc lại.
Người chơi có tối thiểu 15 giây để tham gia trò chơi, tuy nhiên thời gian này có thể được kéo dài bằng cách trả lời các câu hỏi phụ. Mỗi câu trả lời đúng sẽ cộng thêm 15 giây vào tổng thời gian chơi. Có ba câu hỏi phụ, nên thời gian tối đa để tham gia trò chơi này là 1 phút. Trò chơi kết thúc khi chọn ra đủ ba chữ cái (số nút trên hai viên xúc xắc trùng nhau ba lần) hoặc khi hết giờ, và người chơi cần cho biết có sử dụng các chữ cái đó trong ô chữ gốc hay không.
- Nếu không sử dụng các chữ cái thu được hoặc hết giờ mà không thu được chữ cái nào, người chơi đoán chữ cái mới và nhận 500 điểm nhân với số chữ cái nếu đoán đúng. Nếu đoán sai, người chơi sẽ mất lượt chơi.
- Nếu sử dụng các chữ cái thu được và:
  - It nhất một chữ cái xuất hiện trong ô chữ gốc, điểm thưởng được tính bằng tổng số các chữ cái đó nhân với 1000 điểm.
  - Không có chữ cái nào xuất hiện, người chơi sẽ mất lượt chơi.

Ô "Xúc xắc 1000 điểm" sẽ tồn tại cho đến khi có người quay vào và tham gia trò chơi đó. Khi chỉ còn một chữ cái mà quay vào ô này, người chơi vẫn có quyền tham gia trò chơi. Nếu một trong số những chữ cái thu được xuất hiện trong ô chữ gốc, người tham gia trò chơi phải đoán đúng ô chữ gốc; nếu không, những người chơi tiếp theo sẽ phải đoán ô chữ gốc cho đến khi ô chữ được giải thành công, hoặc khán giả sẽ được quyền đoán.
Nếu không tham gia trò chơi này, người chơi phải gọi ra một chữ cái, đoán đúng sẽ được 1000 điểm nhân với số chữ cái đúng.

### Đường trượt 1000 điểm
Trò chơi này xuất hiện trong phiên bản 2007 của Chiếc nón kỳ diệu, và thay thế cho trò chơi "Xúc xắc 1000 điểm" đến ngày 29 tháng 12 năm 2007. Người dẫn chương trình sẽ quay bàn xoay, trong khi người chơi tiến hành thả hai quả bóng từ đường ống xuống bàn xoay. Nếu bóng rơi vào một trong các lỗ trên bàn xoay thì một chữ cái sẽ dừng lại từ bộ phận máy tính.
Người chơi có tối thiểu 15 giây để tham gia trò chơi, tuy nhiên thời gian này có thể được kéo dài bằng cách trả lời các câu hỏi phụ. Mỗi câu trả lời đúng sẽ cộng thêm 15 giây vào tổng thời gian chơi. Có ba câu hỏi phụ, nên thời gian tối đa để tham gia trò chơi này là 1 phút. Trò chơi kết thúc khi chọn ra đủ ba chữ cái (bóng được thả rơi đúng vào lỗ ba lần) hoặc khi hết giờ, và người chơi cần cho biết có sử dụng các chữ cái đó trong ô chữ gốc hay không.
- Nếu không sử dụng các chữ cái thu được hoặc hết giờ mà không thu được chữ cái nào, người chơi đoán chữ cái mới và nhận 500 điểm nhân với số chữ cái nếu đoán đúng. Nếu đoán sai, người chơi sẽ mất lượt chơi.
- Nếu sử dụng các chữ cái thu được và:
  - It nhất một chữ cái xuất hiện trong ô chữ gốc, điểm thưởng được tính bằng tổng số các chữ cái đó nhân với 1000 điểm.
  - Không có chữ cái nào xuất hiện, người chơi sẽ mất lượt chơi.

Ô "Đường trượt 1000 điểm" sẽ tồn tại cho đến khi có người quay vào và tham gia trò chơi đó. Khi chỉ còn một chữ cái mà quay vào ô này, người chơi vẫn có quyền tham gia trò chơi. Nếu một trong số những chữ cái thu được xuất hiện trong ô chữ gốc, người tham gia trò chơi phải đoán đúng ô chữ gốc; nếu không, những người chơi tiếp theo sẽ phải đoán ô chữ gốc cho đến khi ô chữ được giải thành công, hoặc khán giả sẽ được quyền đoán.
Nếu không tham gia trò chơi này, người chơi phải gọi ra một chữ cái, đoán đúng sẽ được 1000 điểm nhân với số chữ cái đúng.

## Sản xuất

### Trường quay
Hầu hết các chương trình Chiếc nón kỳ diệu đều được ghi hình tại trường quay S9 của Đài Truyền hình Việt Nam. Một trường hợp ngoại lệ là dịp Tết Nguyên Đán năm 2003, khi chương trình được thực hiện tại Rạp xiếc Trung ương, Hà Nội.

### Âm nhạc
Ở phiên bản mới năm 2012, bộ nhạc hiệu của chương trình (bao gồm nhạc hiệu mở đầu và kết thúc, nhạc tính giờ, nhạc nền quay nón,...) được sáng tác và biên soạn bởi nhạc sĩ Lưu Hà An, và được áp dụng cho đến khi chương trình kết thúc.

### Tuyển chọn người chơi
Người chơi được chọn lọc từ hàng ngàn bản đăng ký tham dự chương trình. Trước mỗi cuộc ghi hình, nhóm phụ trách người chơi sẽ chọn ra khoảng 10 người có bản đăng ký hợp lệ và tạo ấn tượng tốt nhất để thực hiện phỏng vấn, với mục đích kiểm tra lại các thông tin và khả năng giao tiếp. Sau đó, chương trình sẽ tiến hành bốc thăm trong nhóm 10 người này để chọn ra ba người chơi chính thức; những người khác có thể tiếp tục gửi đơn đăng ký ở các lần tiếp theo. Vào những dịp đặc biệt (các ngày lễ lớn hoặc dịp sinh nhật của Chiếc nón kỳ diệu), chương trình cũng mời những người chơi cụ thể đến dự thi, chủ yếu là những người nổi tiếng.

## Phát sóng
Số đầu tiên của chương trình Chiếc nón kỳ diệu lên sóng vào ngày 12 tháng 5 năm 2001, mặc dù ban đầu được dự kiến ra mắt vào ngày 31 tháng 3 cùng năm nhân dịp kỷ niệm 5 năm ngày phát sóng chính thức của kênh VTV3. Tuy vậy, ngay sau lần phát sóng đầu tiên, chương trình đã phải tạm dừng lên sóng do nhận về phản hồi tiêu cực từ công chúng, trong đó bầu không khí của chương trình bị cho là giống như ở casino. Sau khi hủy bỏ tất cả các số đã ghi hình trước và tiến hành một số chỉnh sửa, Chiếc nón kỳ diệu được phát sóng trở lại vào ngày 9 tháng 6 năm 2001.
Chương trình được phát sóng vào các ngày thứ bảy hàng tuần trên kênh VTV3, cùng với một số khung giờ phát lại trong tuần trên các kênh VTV3 và VTV4 và – trước năm 2010 – được phát lại trên một số kênh truyền hình địa phương. Kể từ khi bắt đầu lên sóng, Chiếc nón kỳ diệu được phát sóng vào lúc 12:00 trưa thứ 7, sau đó chuyển sang khung giờ buổi sáng vào lúc 10:00 từ ngày 1 tháng 11 năm 2014. Chương trình cũng đã có một số lần phải tạm hoãn lên sóng, một lần vào ngày 14 tháng 6 năm 2008 vì trùng với dịp Quốc tang Nguyên Thủ tướng Võ Văn Kiệt và lần khác vào ngày 12 tháng 10 năm 2013 vì trùng với dịp Quốc tang Đại tướng Võ Nguyên Giáp; các chương trình bị hoãn đều được dời lại sang tuần tiếp theo.
Từ tháng 6 năm 2013, cùng với việc kênh VTV3 được nâng tiêu chuẩn hình ảnh lên độ phân giải cao (HD), Chiếc nón kỳ diệu cũng được chuyển sang sản xuất và phát sóng theo định dạng HD.
Vào ngày 24 tháng 12 năm 2016, số thứ 811 – cũng là số cuối cùng của chương trình – đã được lên sóng, qua đó đánh dấu sự kết thúc của chương trình Chiếc nón kỳ diệu sau hơn 15 năm lên sóng. Khung giờ của chương trình này được thay thế bằng chương trình mới Bản thiết kế cuộc sống từ ngày 7 tháng 1 năm 2017.

## Người dẫn chương trình và phụ trách ô chữ

### Người dẫn chương trình
- Lại Văn Sâm (12 tháng 5 năm 2001 – 14 tháng 7 năm 2001; 14 tháng 5 năm 2011)[41][42]
- Trịnh Long Vũ (21 tháng 7 năm 2001 – 27 tháng 5 năm 2006)[43]
- Phan Tuấn Tú (3 tháng 6 năm 2006 – 7 tháng 5, 2011; 21 tháng 5 năm 2011 – 2 tháng 2 năm 2013; 2 tháng 3 năm 2013 – 25 tháng 1 năm 2014)[44]
- Lưu Minh Vũ (9 tháng 2 năm 2013 – 23 tháng 2 năm 2013)[45]
- Nguyễn Danh Tùng (1 tháng 2 năm 2014 – 26 tháng 12 năm 2015)[46]
- Bùi Đức Bảo (2 tháng 1 năm 2016 – 24 tháng 12 năm 2016)

### Người phụ trách ô chữ
- Phạm Thu Hằng (12 tháng 5 năm 2001 – 12 tháng 10 năm 2002)[47]
- Mai Hương (19 tháng 10 năm 2002 – 24 tháng 5 năm 2003)[47]
- Nguyễn Hương Giang (31 tháng 5 năm 2003 – 18 tháng 12 năm 2004; 1 tháng 1 năm 2005 – 17 tháng 12 năm 2005; 31 tháng 12 năm 2005 – 10 tháng 2 năm 2007)[48][49]
- Ông già Noel: Xuất hiện trong các chương trình đặc biệt vào dịp Giáng sinh các năm 2004 và 2005, do biên tập viên Lưu Minh Vũ đóng vai.[23][50]
- Người máy Maika (17 tháng 2 năm 2007 – 16 tháng 5 năm 2009): Được thiết kế hoàn toàn trên hệ thống điện tử,[14] nhân vật này là một phát minh có ý tưởng của ê-kíp sản xuất dựa trên chương trình Wheel 2000 (Chiếc nón kỳ diệu Hoa Kỳ phiên bản trẻ em). Người lồng tiếng cho Maika là biên tập viên Võ Thuận Sơn.
- Nguyễn Hồng Nhung (23 tháng 5 năm  2009 – 2 tháng 10 năm 2010; 4 tháng 12 năm 2010 – 19 tháng 1 năm 2013; 9 tháng 2 năm 2013 – 24 tháng 12 năm 2016)[51]
- Phương Thảo (9 tháng 10 năm 2010 – 27 tháng 11 năm 2010)

## Đón nhận và ảnh hưởng
Nhờ luật chơi đơn giản và dễ có cơ hội giành giải thưởng, Chiếc nón kỳ diệu khi mới lên sóng đã thu hút sự chú ý từ khán giả truyền hình. Mặc dù vấp phải sự phản đối ban đầu khi chương trình thường xuyên bị gán ghép với các trò chơi cờ bạc, chương trình vẫn được khán giả đón nhận và trở thành một trong những trò chơi truyền hình ăn khách nhất giai đoạn đầu thập niên 2000. Theo một khảo sát được công ty TNS tiến hành tại Thành phố Hồ Chí Minh vào tháng 1 năm 2004, Chiếc nón kỳ diệu xếp thứ tư trong số các game show được yêu thích nhất với tỷ lệ 9,2%. Sự nổi tiếng của chương trình về sau đã dẫn đến sự ra đời của hàng loạt trò chơi mô phỏng Chiếc nón kỳ diệu trên các thiết bị điện tử, trong đó ứng dụng di động với tên "Chiếc nón kỳ diệu" luôn nằm trong nhóm được tải về nhiều nhất.
Năm 2016, trò chơi Vòng quay tham nhũng được mô phỏng theo định dạng của Chiếc nón kỳ diệu đã xuất hiện trong chương trình Gặp nhau cuối năm của VTV, trong đó các Táo phải quay nón để tìm ra người tham nhũng. Chương trình Ký ức vui vẻ vào năm 2019 cũng đã đề cập đến trò chơi Chiếc nón kỳ diệu và được Lại Văn Sâm – người dẫn chương trình đầu tiên của Chiếc nón kỳ diệu – trực tiếp giới thiệu.

## Giải thưởng
| Năm  | Giải thưởng   | Hạng mục                 | Đề cử             | Kết quả   | TK     |
| ---- | ------------- | ------------------------ | ----------------- | --------- | ------ |
| 2003 | Giải Mai Vàng | Chương trình truyền hình | Chiếc nón kỳ diệu | Đoạt giải | [ 57 ] |

## Nhà tài trợ
- Unilever - Pond's, Clear, Omo, Sunsilk (12 tháng 5 năm 2001 – 26 tháng 8 năm 2006)[58]